# Wutzow (Görzke)
Wutzow ist ein Gemeindeteil des Ortsteils Hohenlobbese der Gemeinde Görzke im Landkreis Potsdam-Mittelmark in Brandenburg.

## Geographische Lage
Wutzow liegt westlich des Gemeindezentrums. Im Norden befindet sich die Gemeinde Buckautal, im Osten das Gemeindezentrum, im Westen der Ortsteil Hohenlobbese sowie im Süden die Gemeinde Wiesenburg/Mark. Der überwiegende Teil der Gemarkung ist bebaut.

## Geschichte
Der Ort wurde erstmals im Jahr 1569 in einem Erbvertrag derer von Schierstedt genannt, die in der Region über viele Jahrhunderte herrschten. Die Gemarkung wurde dabei einem der drei Erben als Vorwerk zugesprochen. Die wirtschaftliche Entwicklung stagnierte vermutlich jedoch: Aus dem Jahr 1782 sind zwei Haushalte mit insgesamt 15 Personen überliefert. Nach dem Ende des Zweiten Weltkrieges wurde das Land an Umsiedler verteilt, die Neubauernhöfe errichteten. Im Zuge der Gebietsreform im Jahr 2002 kam Wutzow gemeinsam mit Hohenlobbese zu Görzke. 2018 berichteten Zeitungen über ein Haushuhn, das von einem Züchter an einen Imbissbesitzer nach Görzke verkauft wurde und einige Wochen später wieder zu ihrem Besitzer zurückkehrte.

## Sehenswürdigkeiten
- Dorfteich

## Wirtschaft und Infrastruktur
Der Ort ist im Wesentlichen von der Landwirtschaft geprägt.
Die Dorfstraße führt in West-Ost-Richtung als einzige Verbindung durch den Ort. Sie verzweigt sich nach Norden in den Gemeindeteil und bindet die Grundstücke an. Die Buslinien 559, 588 und 593 des VBB verbinden Wutzow mit Ziesar, Brandenburg an der Havel und Bad Belzig.